# 에스타디오 데 차마르틴
에스타디오 데 차마르틴(스페인어: Estadio de Chamartín)은 스페인 마드리드에 있었던 다목적 경기장이다. 본래 이 경기장은 레알 마드리드가 1947년에 새로 개장한 산티아고 베르나베우로 이전하기 전까지 안방으로 사용했다. 이 경기장의 수용 인원은 22,500명이며, 1924년에 완공되었다.
이 경기장은 1924년 5월 17일에 개장하였고, 레알 마드리드는 첫 안방 상대로 뉴캐슬 유나이티드를 상대하여 3-2로 이겼다.